# Balša II.
Balša Balšić (srbsko Балша Балшић) je bil od leta 1378 do 1385 knez Spodnje Zete, ki je razširil njene meje proti jugu v Albanijo in porazil zadnjega albanskega vojvodo Karla Topijo, *  ni znano, † 18. september 1385, Savrsko polje, Albanija.
Bil je član plemiške družine Balšić, ki je vladala v Zeti (s Skadrom) od okoli 1362 do 1421.

## Zgodnje življenje
Balša II. je bil najmlajši od treh sinov Balše. Po pripovedovanju Mavra Orbinija je bil Balša, začetnik rodbine Balšić, droben plemič, ki je imel med vladanjem srbskega carja Dušana Silnega (vladal 1331-1355) samo eno vas na območju Skadrskega jezera. Po cesarjevi smrti je med kasnejšo šibko vladavino cesarja Uroša V. skupaj s prijatelji in tremi sinovi Stracimirjem, Đurađem in Balšo II. dobil oblast v Spodnji Zeti, ki je bila pred tem v posesti plemiča Žarka (vladal  1336-1360). Balšini pristaši so se nato obrnili proti Gornji Zeti, ki je bila v posesti Đuraša Ilijića in njegovih svojcev. Brata Balšić sta ubila Đuraša, nekaj njegovih sorodnikov pa aretirala. Balša je istega leta umrl. Orbini v opisu bratov pravi, da je bil Balša II. "dobrosrčen in popoln konjar, a ne bistre pameti". Balšići so se iz drobnega plemstva uspeli dvigniti v deželne gospode, močne po letu 1362. Zdi se, da so na strani Simeona Uroša Skadarskega aktivno sodelovali v njegovem konfliktu s srbskim carjem Urošem V.
Dubrovniški dokument iz januarja 1368 omenja, da so se trije bratje Balšić – Stracimir, Đurađ in Balša II.,  pripravljali na pohod proti Karlu Topiji. Taborili so ob reki Mati, severni meju Karlovega ozemlja. Boji so bilo očitno majhni, saj je dva meseca kasneje Karel brez težav zasedel Drač, ki je bil v posesti Anžuvincev. Leta 1372 se je Balša II. poročil s Komneno, hčerko Andreja II. Muzake, despota Berata in Valone, in za doto dobil mesta Valona, Berat in Kanina v današnji južni Albaniji.

## Vladanje
13. januarja 1378 je po smrti svojega starejšega brata Đurađa I. prevzel oblast v Zeti. Njegovo ozemlje je obsegalo samo regijo okoli Skadra in vzhodni del jadranske obale Zete. Njegovi največji nasprotniki in zapriseženi sovražniki, ki niso priznali njegove oblasti, so bili fevdalni gospodje iz družine Đurašević-Crnojević, ki so bili hkrati zavezniki Beneške republike.
Leta 1385 je Balša II. začel vojno za osvojitev Drača, ki mu je uspela šele v četrtem poskusu. Leta 1385 je poraženi vladar Karl Topia zaprosil za pomoč Murata I. in osmanska vojska pod poveljstvom Hajredin paše je v bitki pri Savri premagala Balševo vojsko. Osmani so Balši II. odsekali glavo in jo kot ekskluzivno darilo poslali  Hajredin Paši. Z njegovo smrtjo se je končala oblast Bašićev nad Dračem.

## Naslovi
Balša II. se je naslavljal z "gospod" (srbsko gospodin), po osvojitve Drača pa je dobil pravico, da "gospodu" doda naslov "vojvoda". V uradnih dokumentih so odkrili dva njegova uradna naslova:
- "veliki gospod Kanine in Avlone" (magnificus dominus Balsa Balsich, Gente, Canine et Avlonae dominus), 1372[5][6][7]
- "vojvoda Drača" (Durrës) (дѹка драчки; дука Драчки);  listina, poslana v Dubrovnik 24. aprila 1385.[8]